# Danimarca ai Giochi della XXX Olimpiade
La Danimarca ha partecipato ai Giochi della XXX Olimpiade di Londra che si sono svolti dal 27 luglio al 12 agosto 2012. È stata la 26ª partecipazione degli atleti danesi ai giochi olimpici estivi.
Gli atleti della delegazione danese sono stati 113 (63 uomini e 50 donne), in 17 discipline, la più numerosa dopo l'edizione di Atlanta 1996. Alla cerimonia di apertura il portabandiera è stato il canoista Kim Wraae Knudsen, mentre il portabandiera della cerimonia di chiusura è stato il velista Allan Nørregaard.
La Danimarca ha ottenuto un totale di 9 medaglie (2 ori, 4 argenti e 3 bronzi).

## Medaglie
| Riepilogo quotidiano | Riepilogo quotidiano | Riepilogo quotidiano | Riepilogo quotidiano | Riepilogo quotidiano | Riepilogo quotidiano | Riepilogo quotidiano |
| -------------------- | -------------------- | -------------------- | -------------------- | -------------------- | -------------------- | -------------------- |
| Giorno               | Data                 |                      |                      |                      | Totale               |                      |
| 1º                   | 27                   | —                    | —                    | —                    | —                    |                      |
| 2º                   | 28                   | 0                    | 0                    | 0                    | 0                    |                      |
| 3º                   | 29                   | 0                    | 0                    | 0                    | 0                    |                      |
| 4º                   | 30                   | 0                    | 0                    | 0                    | 0                    |                      |
| 5º                   | 31                   | 0                    | 1                    | 0                    | 1                    |                      |
| 6º                   | 1                    | 0                    | 0                    | 0                    | 0                    |                      |
| 7º                   | 2                    | 0                    | 0                    | 1                    | 1                    |                      |
| 8º                   | 3                    | 0                    | 0                    | 1                    | 1                    |                      |
| 9º                   | 4                    | 1                    | 1                    | 0                    | 2                    |                      |
| 10º                  | 5                    | 1                    | 2                    | 0                    | 3                    |                      |
| 11º                  | 6                    | 0                    | 0                    | 0                    | 0                    |                      |
| 12º                  | 7                    | 0                    | 0                    | 0                    | 0                    |                      |
| 13º                  | 8                    | 0                    | 0                    | 1                    | 1                    |                      |
| 14º                  | 9                    | 0                    | 0                    | 0                    | 0                    |                      |
| 15º                  | 10                   | 0                    | 0                    | 0                    | 0                    |                      |
| 16º                  | 11                   | 0                    | 0                    | 0                    | 0                    |                      |
| 17º                  | 12                   | 0                    | 0                    | 0                    | 0                    |                      |
| Totale               | Totale               | 2                    | 4                    | 3                    | 9                    |                      |

### Medagliere per discipline
| Sport       | Oro | Argento | Bronzo | Totale |
| ----------- | --- | ------- | ------ | ------ |
| Canottaggio | 1   | 1       | 1      | 3      |
| Ciclismo    | 1   | 0       | 0      | 1      |
| Badminton   | 0   | 1       | 1      | 2      |
| Vela        | 0   | 1       | 1      | 2      |
| Tiro        | 0   | 1       | 0      | 1      |
| Totale      | 2   | 4       | 3      | 9      |

### Medaglie d'oro
| Medaglia | Nome                        | Sport       | Evento                            |
| -------- | --------------------------- | ----------- | --------------------------------- |
| Oro      | Rasmus Quist Mads Rasmussen | Canottaggio | 2 di coppia pesi leggeri maschile |
| Oro      | Lasse Norman Hansen         | Ciclismo    | Omnium maschile                   |

### Medaglie d'argento
| Medaglia | Nome                         | Sport       | Evento            |
| -------- | ---------------------------- | ----------- | ----------------- |
| Argento  | Anders Golding               | Tiro        | Skeet maschile    |
| Argento  | Fie Udby Erichsen            | Canottaggio | Singolo femminile |
| Argento  | Jonas Høgh-Christensen       | Vela        | Finn              |
| Argento  | Mathias Boe Carsten Mogensen | Badminton   | Doppio maschile   |

### Medaglie di bronzo
| Medaglia | Nome                                                        | Sport       | Evento               |
| -------- | ----------------------------------------------------------- | ----------- | -------------------- |
| Bronzo   | Kasper Winther Morten Jørgensen Jacob Barsøe Eskild Ebbesen | Canottaggio | 4 senza pesi leggeri |
| Bronzo   | Joachim Fischer Christinna Pedersen                         | Badminton   | Doppio misto         |
| Bronzo   | Peter Lang Allan Nørregaard                                 | Vela        | 49er                 |

## Atletica leggera
| Q | Qualificato al turno successivo per la posizione in qualificazione                                                           |
| q | Qualificato per il turno successivo per ripescaggio o, negli eventi su campo, conquistando la misura minima per qualificarsi |

### Maschile
Eventi di corsa su pista e strada
| Atleta           | Evento   | Batteria  | Batteria  | Semifinale      | Semifinale      | Finale          | Finale          |
| Atleta           | Evento   | Risultato | Posizione | Risultato       | Posizione       | Risultato       | Posizione       |
| ---------------- | -------- | --------- | --------- | --------------- | --------------- | --------------- | --------------- |
| Andreas Bube     | 800 m    | 1'46"40   | 6°        | non qualificato | non qualificato | non qualificato | non qualificato |
| Jesper Faurschou | Maratona | N.D.      | N.D.      | N.D.            | N.D.            | 2h 18'44"       | 41º             |

Eventi su campo
| Atleta          | Evento         | Qualificazioni | Qualificazioni | Finale          | Finale          |
| Atleta          | Evento         | Misura         | Posizione      | Misura          | Posizione       |
| --------------- | -------------- | -------------- | -------------- | --------------- | --------------- |
| Kim Christensen | Getto del peso | 19,13 m        | 28°            | non qualificato | non qualificato |

### Femminile
Eventi di corsa su pista e strada
| Atleta              | Evento         | Batteria  | Batteria  | Semifinale | Semifinale | Finale          | Finale          |
| Atleta              | Evento         | Risultato | Posizione | Risultato  | Posizione  | Risultato       | Posizione       |
| ------------------- | -------------- | --------- | --------- | ---------- | ---------- | --------------- | --------------- |
| Sara Slott Petersen | 400 m ostacoli | 56"01     | 6ª q      | 56"21      | 6ª         | non qualificata | non qualificata |
| Jessica Draskau     | Maratona       | N.D.      | N.D.      | N.D.       | N.D.       | 2h 31'43"       | 40ª             |

Eventi su campo
| Atleta              | Evento           | Qualificazioni | Qualificazioni | Finale          | Finale          |
| Atleta              | Evento           | Misura         | Posizione      | Misura          | Posizione       |
| ------------------- | ---------------- | -------------- | -------------- | --------------- | --------------- |
| Caroline Bonde Holm | Salto con l'asta | NM             | -              | non qualificata | non qualificata |

## Badminton
Maschile
| Atleta                       | Evento  | Girone                                   | Girone                                            | Girone                               | Girone | Ottavi                         | Quarti                                     | Semifinale                                        | Finale                             | Finale          |
| Atleta                       | Evento  | Avversario Punteggio                     | Avversario Punteggio                              | Avversario Punteggio                 | Pos.   | Avversario Punteggio           | Avversario Punteggio                       | Avversario Punteggio                              | Avversario Punteggio               | Posizione       |
| ---------------------------- | ------- | ---------------------------------------- | ------------------------------------------------- | ------------------------------------ | ------ | ------------------------------ | ------------------------------------------ | ------------------------------------------------- | ---------------------------------- | --------------- |
| Peter Gade                   | Singolo | P. Martins (POR) V 21-14, 21-8           | N.D.                                              | N.D.                                 | 1º Q   | Shon W.-h. (KOR) V 21-9, 21-16 | Chen L. (CHN) P 16-21, 13-21               | non qualificato                                   | non qualificato                    | non qualificato |
| Jan Østergaard Jørgensen     | Singolo | M. Zilberman (ISR) V 21-13, 21-12        | D. Wong (SIN) V 21-17, 21-14                      | N.D.                                 | 1º Q   | Lee H.-i. (KOR) P 17-21, 13-21 | non qualificato                            | non qualificato                                   | non qualificato                    | non qualificato |
| Mathias Boe Carsten Mogensen | Doppio  | D. James/ W. Viljoen (RSA) V 21-6, 21-12 | V. Ivanov/ I. Sozonov (RUS) V 16-21, 21-19, 21-14 | Chai B./ Guo Z. (CHN) V 21-14, 21-19 | 1º Q   | N.D.                           | Fang C.-m./ Lee S.-m. (TPE) V 21-16, 21-18 | Jung J.-s./ Lee Y.-d. (KOR) V 17-21, 21-18, 22-20 | Cai Y./ Fu H. (CHN) P 16-21, 15-21 |                 |

Femminile
| Atleta                                  | Evento  | Girone                                            | Girone                                          | Girone                                | Girone | Ottavi                    | Quarti                                    | Semifinale           | Finale               | Finale          |
| Atleta                                  | Evento  | Avversario Punteggio                              | Avversario Punteggio                            | Avversario Punteggio                  | Pos.   | Avversario Punteggio      | Avversario Punteggio                      | Avversario Punteggio | Avversario Punteggio | Posizione       |
| --------------------------------------- | ------- | ------------------------------------------------- | ----------------------------------------------- | ------------------------------------- | ------ | ------------------------- | ----------------------------------------- | -------------------- | -------------------- | --------------- |
| Tine Baun                               | Singolo | K. Augustyn (POL) V 21-11, 21-6                   | A. Prokopenko (RUS) V 19-21, 21-15, 21-16       | N.D.                                  | 1ª Q   | S. Sato (JPN) V 14-15 RET | S. Nehwal (IND) P 15-21, 20-22            | non qualificata      | non qualificata      | non qualificata |
| Kamilla Rytter Juhl Christinna Pedersen | Doppio  | M. Maeda/ S. Suetsuna (JPN) P 21-18, 14-21, 17-21 | Poon L.Y./ Tse Y.S. (HKG) V 21-13, 14-21, 21-18 | Tian Q./ Zhao Y. (CHN) V 22-20, 21-12 | 1º Q   | N.D.                      | M. Fujii/ R. Kakiiwa (JPN) P 20-22, 10-21 | non qualificate      | non qualificate      | non qualificate |

Misto
| Atleta                                      | Evento | Girone                                 | Girone                                                 | Girone                                   | Girone | Quarti                                               | Semifinale                                    | Finale                                   | Finale          |
| Atleta                                      | Evento | Avversario Punteggio                   | Avversario Punteggio                                   | Avversario Punteggio                     | Pos.   | Avversario Punteggio                                 | Avversario Punteggio                          | Avversario Punteggio                     | Posizione       |
| ------------------------------------------- | ------ | -------------------------------------- | ------------------------------------------------------ | ---------------------------------------- | ------ | ---------------------------------------------------- | --------------------------------------------- | ---------------------------------------- | --------------- |
| Kamilla Rytter Juhl Thomas Laybourn         | Doppio | V. Diju/ J. Gutta (IND) V 21-12, 21-16 | Lee Y.-d./ Ha J.-e. (KOR) V 21-15, 21-11               | T. Ahmad/ L. Natsir (INA) P 22-24, 16-21 | 2º Q   | Zhang N./ Zhao Y. (CHN) P 13-21, 17-21               | non qualificate                               | non qualificate                          | non qualificate |
| Joachim Fischer Nielsen Christinna Pedersen | Doppio | T. Ng/ G. Gao (CAN) V 21-12, 21-11     | R. Mateusiak/ N. Kostiuczyk (POL) V 21-9, 14-21, 21-17 | S. Ikeda/ R. Shiota (JPN) V 21-11, 21-10 | 1º Q   | S. Prapakamol/ S. Thungthongkam (THA) V 21-15, 21-13 | Zhang N./ Zhao Y. (CHN) P 21-17, 17-21, 19-21 | T. Ahmad/ L. Natsir (INA) V 21-12, 21-12 |                 |

## Canoa/Kayak

### Velocità
| FA | Qualificato in finale A (per le medaglie)                       |
| FB | Qualificato in finale B (non per le medaglie)                   |
| Q  | Qualificato al turno successivo per posizione in qualificazione |
| q  | Qualificato al turno successivo per ripescaggio                 |

Maschile
| Atleta                                                                   | Evento     | Batteria | Batteria   | Semifinale | Semifinale | Finale   | Finale     |
| Atleta                                                                   | Evento     | Tempo    | Classifica | Tempo      | Classifica | Tempo    | Classifica |
| ------------------------------------------------------------------------ | ---------- | -------- | ---------- | ---------- | ---------- | -------- | ---------- |
| Kasper Bleibach                                                          | K-1 200 m  | 36"610   | 3º Q       | 36"667     | 5º FB      | 37"802   | 9º         |
| René Holten Poulsen                                                      | K-1 1000 m | 3'30"284 | 1º Q       | 3'30"247   | 3º FA      | 3'29"483 | 4º         |
| Kim Wraae Knudsen Emil Stær Simensen                                     | K-2 1000 m | 3'17"020 | 5º Q       | 3'15"580   | 4º FB      | 3'12"820 | 9º         |
| Kasper Bleibach Kim Wraae Knudsen René Holten Poulsen Emil Stær Simensen | K-4 1000 m | 3'05"134 | 3º Q       | 2'56"003   | 6º FA      | 2'56"542 | 5º         |

Femminile
| Atleta                 | Evento    | Batteria | Batteria   | Semifinale | Semifinale | Finale          | Finale          |
| Atleta                 | Evento    | Tempo    | Classifica | Tempo      | Classifica | Tempo           | Classifica      |
| ---------------------- | --------- | -------- | ---------- | ---------- | ---------- | --------------- | --------------- |
| Henriette Engel Hansen | K-1 200 m | 42"866   | 4ª Q       | 42"821     | 7ª         | non qualificata | non qualificata |
| Henriette Engel Hansen | K-1 500 m | 1'52"650 | 2ª Q       | 1'51"929   | 2ª FA      | 1'54"110        | 7ª              |

## Canottaggio
| FA   | Qualificato in finale A (per le medaglie)     |
| FB   | Qualificato in finale B (non per le medaglie) |
| FC   | Qualificato in finale C (non per le medaglie) |
| FD   | Qualificato in finale D (non per le medaglie) |
| FE   | Qualificato in finale E (non per le medaglie) |
| FF   | Qualificato in finale F (non per le medaglie) |
| SA/B | Semifinali A/B                                |
| SC/D | Semifinali C/D                                |
| SE/F | Semifinali E/F                                |
| QF   | Qualificato ai quarti di finale               |
| R    | Ripescaggio                                   |

Maschile
| Atleta                                                                | Evento           | Batteria | Batteria  | Ripescaggio | Ripescaggio | Quarti di finale | Quarti di finale | Semifinali | Semifinali | Finale  | Finale    |
| Atleta                                                                | Evento           | Tempo    | Posizione | Tempo       | Posizione   | Tempo            | Posizione        | Tempo      | Posizione  | Tempo   | Posizione |
| --------------------------------------------------------------------- | ---------------- | -------- | --------- | ----------- | ----------- | ---------------- | ---------------- | ---------- | ---------- | ------- | --------- |
| Henrik Stephansen                                                     | Singolo          | 6'46"32  | 3° QF     | Bye         | Bye         | 6'55"95          | 4° SC/D          | 7'29"76    | 1° FC      | 7'19"62 | 13°       |
| Rasmus Quist Mads Rasmussen                                           | 2 di coppia p.l. | 6'33"11  | 1° SA/B   | Bye         | Bye         | N.D.             | N.D.             | 6'33"25    | 1° FA      | 6'37"17 |           |
| Jacob Barsøe Eskild Ebbesen Morten Jørgensen Kasper Winther Jørgensen | 4 senza p.l.     | 5'55"64  | 3° SA/B   | Bye         | Bye         | N.D.             | N.D.             | 6'03"53    | 1° FA      | 6'03"16 |           |

Femminile
| Atleta                              | Evento           | Batteria | Batteria  | Ripescaggio | Ripescaggio | Quarti di finale | Quarti di finale | Semifinali | Semifinali | Finale  | Finale    |
| Atleta                              | Evento           | Tempo    | Posizione | Tempo       | Posizione   | Tempo            | Posizione        | Tempo      | Posizione  | Tempo   | Posizione |
| ----------------------------------- | ---------------- | -------- | --------- | ----------- | ----------- | ---------------- | ---------------- | ---------- | ---------- | ------- | --------- |
| Fie Udby Erichsen                   | Singolo          | 7'29"37  | 2ª QF     | Bye         | Bye         | 7'38"93          | 1ª SA/B          | 7'44"33    | 1ª FA      | 7'52"72 |           |
| Anne Lolk Juliane Elander Rasmussen | 4 di coppia p.l. | 6'59"94  | 2ª SA/B   | Bye         | Bye         | N.D.             | N.D.             | 7'10"93    | 2ª FA      | 7'15"53 | 4ª        |

## Ciclismo

### Ciclismo su strada
Maschile
| Atleta         | Evento         | Tempo     | Classifica |
| -------------- | -------------- | --------- | ---------- |
| Lars Bak       | Corsa in linea | 5h 46'37" | 71º        |
| Lars Bak       | Cronometro     | 54'33"21  | 14º        |
| Matti Breschel | Corsa in linea | 5h 46'37" | 42º        |
| Jakob Fuglsang | Corsa in linea | 5h 46'05" | 12º        |
| Jakob Fuglsang | Cronometro     | 54'34"49  | 15º        |
| Nicki Sørensen | Corsa in linea | 5h 46'37" | 57º        |

### Ciclismo su pista

#### Inseguimento
Maschile
| Atleta                                                                                 | Evento                 | Qualificazione | Qualificazione | Semifinale             | Semifinale | Finale               | Finale    |
| Atleta                                                                                 | Evento                 | Tempo          | Posizione      | Avversario Risultato   | Posizione  | Avversario Risultato | Posizione |
| -------------------------------------------------------------------------------------- | ---------------------- | -------------- | -------------- | ---------------------- | ---------- | -------------------- | --------- |
| Casper Folsach Lasse Norman Hansen Michael Mørkøv Rasmus Quaade Mathias Møller Nielsen | Inseguimento a squadre | 3'58"298       | 4° Q           | Regno Unito P 3'57"396 | 5°         | Spagna V 4'02"671    | 5°        |

#### Omnium
Maschile
| Atleta              | Evento | Flying lap | Flying lap | Corsa a punti | Corsa a punti | Corsa a eliminazione | Inseguimento individuale | Inseguimento individuale | Scratch race | Chilometro da fermo | Chilometro da fermo | Punti totali | Classifica |
| Atleta              | Evento | Tempo      | Posizione  | Punti         | Posizione     | Tempo                | Tempo                    | Posizione                | Tempo        | Tempo               | Posizione           | Punti totali | Classifica |
| ------------------- | ------ | ---------- | ---------- | ------------- | ------------- | -------------------- | ------------------------ | ------------------------ | ------------ | ------------------- | ------------------- | ------------ | ---------- |
| Lasse Norman Hansen | Omnium | 13"236     | 4º         | 59            | 2º            | 12º                  | 4'20"674                 | 1º                       | 6º           | 1'02"314            | 2º                  | 27           |            |

### BMX
Maschile
| Atleta             | Evento      | Seeding   | Seeding   | Quarto di finale | Quarto di finale | Semifinale      | Semifinale      | Finale          | Finale          |
| Atleta             | Evento      | Risultato | Posizione | Punti            | Posizione        | Punti           | Posizione       | Risultato       | Posizione       |
| ------------------ | ----------- | --------- | --------- | ---------------- | ---------------- | --------------- | --------------- | --------------- | --------------- |
| Morten Therkildsen | Individuale | 39"378    | 25°       | 20 p.ti          | 5°               | non qualificato | non qualificato | non qualificato | non qualificato |

## Equitazione

### Dressage
| Atleta                                                              | Cavallo      | Gara        | Grand Prix | Grand Prix | Grand Prix Special | Grand Prix Special | Grand Prix Freestyle | Grand Prix Freestyle | Totale          | Totale          |
| Atleta                                                              | Cavallo      | Gara        | Punteggio  | Classifica | Punteggio          | Classifica         | Tecnico              | Artistico            | Punteggio       | Classifica      |
| ------------------------------------------------------------------- | ------------ | ----------- | ---------- | ---------- | ------------------ | ------------------ | -------------------- | -------------------- | --------------- | --------------- |
| Anna Kasprzak                                                       | Donnperignon | Individuale | 75.289     | 12ª Q      | 73.952             | 16ª Q              | 74.179               | 78.714               | 76.446          | 18ª             |
| Lisbeth Seierskilde                                                 | Raneur       | Individuale | 69.863     | 32ª        | non qualificata    | non qualificata    | non qualificata      | non qualificata      | non qualificata | non qualificata |
| Anne Van Olst                                                       | Clearwater   | Individuale | 71.322     | 23ª Q      | 72.016             | 21ª                | non qualificata      | non qualificata      | non qualificata | non qualificata |
| Nathalie di Sayn-Wittgenstein-Berleburg                             | Digby        | Individuale | 74.954     | 13ª Q      | 75.857             | 9ª Q               | 76.321               | 81.857               | 79.018          | 4ª              |
| Anna Kasprzak Anne Van Olst Nathalie di Sayn-Wittgenstein-Berleburg | Come sopra   | A squadre   | 73.845     | 4ª Q       | 73.846             | 4ª Q               | N.D.                 | N.D.                 | 73.846          | 4ª              |

## Ginnastica

### Trampolino elastico
Maschile
| Atleta       | Evento      | Qualificazioni | Qualificazioni | Finale          | Finale          |
| Atleta       | Evento      | Punteggio      | Classifica     | Punteggio       | Classifica      |
| ------------ | ----------- | -------------- | -------------- | --------------- | --------------- |
| Peter Jensen | Individuale | 104.695        | 10º            | non qualificato | non qualificato |

## Lotta
| VT | Vittoria per atterramento                           |
| PP | Vittoria a punti (lo sconfitto con punti tecnici)   |
| PO | Vittoria a punti (lo sconfitto senza punti tecnici) |

### Greco-Romana
Maschile
| Atleta       | Evento | Qualificazione       | Ottavi                                   | Quarti                                | Semifinali                           | Ripescaggio Turno 2  | Ripescaggio Turno 2                 | Finale                                  | Pos. |
| Atleta       | Evento | Avversario Risultato | Avversario Risultato                     | Avversario Risultato                  | Avversario Risultato                 | Avversario Risultato | Avversario Risultato                | Avversario Risultato                    | Pos. |
| ------------ | ------ | -------------------- | ---------------------------------------- | ------------------------------------- | ------------------------------------ | -------------------- | ----------------------------------- | --------------------------------------- | ---- |
| Håkan Nyblom | -55 kg | Bye                  | F. Fajari (MAR) V 3-0 PO (1-0, 5-0)      | K. Hasegawa (JPN) V 3-0 PO (3-0, 2-0) | H. Sourian (IRI) P 0-3 PO (0-3, 0-3) | Bye                  | Bye                                 | P. Módos (HUN) P 1-3 PP (0-3, 3-0, 0-2) | 5º   |
| Mark Madsen  | -74 kg | Bye                  | R. Vlasov (RUS) P 1-3 PP (2-0, 0-3, 0-2) | non qualificato                       | non qualificato                      | Bye                  | C. Guénot (FRA) V 3-1 PP (3-2, 2-0) | A. Kazakevič (LTU) P 0-3 PO (0-2, 0-2)  | 5º   |

## Nuoto e sport acquatici

### Nuoto
Maschile
| Atleta                                              | Evento               | Batterie | Batterie   | Semifinali      | Semifinali      | Finale          | Finale          |
| Atleta                                              | Evento               | Tempo    | Classifica | Tempo           | Classifica      | Tempo           | Classifica      |
| --------------------------------------------------- | -------------------- | -------- | ---------- | --------------- | --------------- | --------------- | --------------- |
| Mads Glæsner                                        | 200 m stile libero   | DNS      | DNS        | non qualificato | non qualificato | non qualificato | non qualificato |
| Mads Glæsner                                        | 400 m stile libero   | 3'48"27  | 12º        | N.D.            | N.D.            | non qualificato | non qualificato |
| Mathias Gydesen                                     | 100 m dorso          | 55"31    | 30º        | non qualificato | non qualificato | non qualificato | non qualificato |
| Pál Joensen                                         | 400 m stile libero   | 3'47"36  | 10º        | N.D.            | N.D.            | non qualificato | non qualificato |
| Pál Joensen                                         | 1500 m stile libero  | 15'18"42 | 17º        | N.D.            | N.D.            | non qualificato | non qualificato |
| Mads Glæsner Pál Joensen Anders Lie Daniel Skaaning | 4×100 m stile libero | 7'15"04  | 13º        | N.D.            | N.D.            | non qualificati | non qualificati |

Femminile
| Atleta                                                            | Evento               | Batterie | Batterie   | Semifinali      | Semifinali      | Finale          | Finale          |
| Atleta                                                            | Evento               | Tempo    | Classifica | Tempo           | Classifica      | Tempo           | Classifica      |
| ----------------------------------------------------------------- | -------------------- | -------- | ---------- | --------------- | --------------- | --------------- | --------------- |
| Pernille Blume                                                    | 50 m stile libero    | 25"54    | =24ª       | non qualificata | non qualificata | non qualificata | non qualificata |
| Pernille Blume                                                    | 100 m stile libero   | 55"04    | 19ª        | non qualificata | non qualificata | non qualificata | non qualificata |
| Pernille Blume                                                    | 200 m stile libero   | 2'00"91  | 24ª        | non qualificata | non qualificata | non qualificata | non qualificata |
| Lotte Friis                                                       | 400 m stile libero   | 4'04"22  | 5ª Q       | N.D.            | N.D.            | 4'03"98         | 4ª              |
| Lotte Friis                                                       | 100 m stile libero   | 8'21"89  | 2ª Q       | N.D.            | N.D.            | 8'23"86         | 5ª              |
| Mie Nielsen                                                       | 100 m dorso          | 1'00"38  | 17ª        | non qualificata | non qualificata | non qualificata | non qualificata |
| Mie Nielsen                                                       | 200 m dorso          | 2'13"89  | 28ª        | non qualificata | non qualificata | non qualificata | non qualificata |
| Jeanette Ottesen                                                  | 50 m stile libero    | 24"85    | =7ª Q      | 24"99           | 12ª             | non qualificata | non qualificata |
| Jeanette Ottesen                                                  | 100 m stile libero   | 53"51    | 3ª Q       | 53"77           | =5ª Q           | 53"75           | 7ª              |
| Jeanette Ottesen                                                  | 100 metri farfalla   | 57"64    | 4ª Q       | 57"25           | 3ª Q            | 57"35           | 6ª              |
| Rikke Møller Pedersen                                             | 100 m rana           | 1'07"23  | 9ª Q       | 1'06"82         | 6ª Q            | 1'07"55         | 8ª              |
| Rikke Møller Pedersen                                             | 200 m rana           | 2'22"69  | 2ª Q       | 2'22"23         | 2ª Q            | 2'21"65         | 4ª              |
| Pernille Blume Lotte Friis Mie Nielsen Jeanette Ottesen           | 4×100 m stile libero | 3'38"09  | 6ª Q       | N.D.            | N.D.            | 3'37"45         | 6ª              |
| Pernille Blume Mie Nielsen Jeanette Ottesen Rikke Møller Pedersen | 4×100 m misti        | 3'58"19  | 3ª Q       | N.D.            | N.D.            | 3'57"76         | 7ª              |

## Pallamano

### Maschile
Rosa
| N° | Naz.                 | Ruolo | Sportivo                 | Anno | Alt.   |  | Squadra di club       |  |
| -- | -------------------- | ----- | ------------------------ | ---- | ------ |  | --------------------- |  |
| 1  | Danimarca (bandiera) | P     | Niklas Landin Jacobsen   | 1988 | 2,00 m |  | Bjerringbro-Silkeborg |  |
| 2  | Danimarca (bandiera) | C     | Thomas Mogensen          | 1983 | 1,87 m |  | Flensburg-Handewitt   |  |
| 4  | Danimarca (bandiera) | T     | Lasse Boesen             | 1979 | 1,92 m |  | Kolding               |  |
| 8  | Danimarca (bandiera) | C     | Rasmus Lauge Schmidt     | 1991 | 1,94 m |  | Bjerringbro-Silkeborg |  |
| 10 | Danimarca (bandiera) | T     | Nikolaj Markussen        | 1988 | 2,12 m |  | Atlético Madrid       |  |
| 11 | Danimarca (bandiera) | A     | Anders Eggert Jensen     | 1982 | 1,79 m |  | Flensburg-Handewitt   |  |
| 13 | Danimarca (bandiera) | C     | Bo Spellerberg           | 1979 | 1,92 m |  | Kolding               |  |
| 14 | Danimarca (bandiera) | PV    | Michael V. Knudsen       | 1978 | 1,92 m |  | Flensburg-Handewitt   |  |
| 17 | Danimarca (bandiera) | A     | Lasse Svan Hansen        | 1983 | 1,87 m |  | Flensburg-Handewitt   |  |
| 18 | Danimarca (bandiera) | A     | Hans Lindberg            | 1981 | 1,88 m |  | Amburgo               |  |
| 19 | Danimarca (bandiera) | PV    | Rene Toft Hansen         | 1984 | 2,00 m |  | AG Copenaghen         |  |
| 20 | Danimarca (bandiera) | P     | Marcus Cleverly          | 1981 | 1,88 m |  | KS Kielce             |  |
| 22 | Danimarca (bandiera) | T     | Kasper Søndergaard Sarup | 1981 | 1,95 m |  | Skjern Håndbold       |  |
| 24 | Danimarca (bandiera) | T     | Mikkel Hansen            | 1987 | 1,96 m |  | AG Copenaghen         |  |
| 26 | Danimarca (bandiera) | T     | Kasper Nielsen           | 1975 | 1,92 m |  | Bjerringbro-Silkeborg |  |

- Allenatore:  Ulrik Wilbek

Fase a gironi - Gruppo B
| Arbitro: | Lazaar, Reveret |

|              |           |             |
| G. Császár 8 | Marcatori | 9 A. Eggert |

| Arbitro: | Krstić, Ljubić |

|             |           |                                       |
| M. Hansen 8 | Marcatori | 4 J. Maqueda, D. Sarmiento, C. Ugalde |

| Arbitro: | Geipel, Helbig |

|            |           |             |
| M. Vujin 7 | Marcatori | 7 M. Hansen |

| Arbitro: | Lazaar, Reveret |

|                                  |           |                          |
| D. Duvnjak, I. Vori, Z. Horvat 5 | Marcatori | 5 A. Eggert, H. Lindberg |

| Arbitro: | Al-Nuaimi, Omar |

|                           |           |                        |
| A. Eggert, M.V. Knudsen 6 | Marcatori | 6 Lee J.-W., Eom H.-W. |

| Squadra       | Pt | G | V | N | P | PF  | PS  | DP  |
| ------------- | -- | - | - | - | - | --- | --- | --- |
| Croazia       | 10 | 5 | 5 | 0 | 0 | 150 | 109 | +41 |
| Danimarca     | 8  | 5 | 4 | 0 | 1 | 124 | 129 | -5  |
| Spagna        | 6  | 5 | 3 | 0 | 2 | 140 | 126 | +14 |
| Ungheria      | 4  | 5 | 2 | 0 | 3 | 114 | 128 | -14 |
| Serbia        | 2  | 5 | 1 | 0 | 4 | 120 | 131 | -11 |
| Corea del Sud | 0  | 5 | 0 | 0 | 5 | 115 | 140 | -25 |

Quarti di finale
| Arbitro: | Nachevski, Nikolov |

|            |           |               |
| D. Doder 6 | Marcatori | 6 H. Lindberg |

- Danimarca eliminata ai quarti di finale. Posizione nella classifica finale: 5º posto pari merito con  Islanda,  Spagna e  Tunisia

### Femminile
Rosa
| N° | Naz.                 | Ruolo | Sportivo            | Anno | Alt.   |  | Squadra di club         |  |
| -- | -------------------- | ----- | ------------------- | ---- | ------ |  | ----------------------- |  |
| 2  | Danimarca (bandiera) | PV    | Mette Melgaard      | 1980 | 1,70 m |  | Randers HK              |  |
| 4  | Danimarca (bandiera) | PV    | Susan Thorsgaard    | 1988 | 1,88 m |  | FC Midtjylland Håndbold |  |
| 9  | Danimarca (bandiera) | T     | Camilla Dalby       | 1988 | 1,82 m |  | Randers HK              |  |
| 10 | Danimarca (bandiera) | C     | Christina Krogshede | 1981 | 1,72 m |  | Frederiksberg IF        |  |
| 12 | Danimarca (bandiera) | P     | Karin Mortensen     | 1977 | 1,81 m |  | Frederiksberg IF        |  |
| 13 | Danimarca (bandiera) | PV    | Marianne Bonde      | 1984 | 1,84 m |  | Frederiksberg IF        |  |
| 15 | Danimarca (bandiera) | T     | Pernille Larsen     | 1977 | 1,84 m |  | Viborg HK               |  |
| 16 | Danimarca (bandiera) | P     | Christina Pedersen  | 1982 | 1,80 m |  | Frederiksberg IF        |  |
| 19 | Danimarca (bandiera) | T     | Line Jørgensen      | 1989 | 1,83 m |  | FC Midtjylland Håndbold |  |
| 22 | Danimarca (bandiera) | T     | Trine Troelsen      | 1985 | 1,72 m |  | FC Midtjylland Håndbold |  |
| 23 | Danimarca (bandiera) | A     | Ann Grete Nørgaard  | 1983 | 1,63 m |  | Team Tvis Holstebro     |  |
| 24 | Danimarca (bandiera) | C     | Berit Kristensen    | 1983 | 1,72 m |  | Randers HK              |  |
| 25 | Danimarca (bandiera) | T     | Rikke Skov          | 1980 | 1,81 m |  | Viborg HK               |  |
| 27 | Danimarca (bandiera) | T     | Louise Burgaard     | 1992 | 1,76 m |  | Team Tvis Holstebro     |  |

- Allenatore:  Jan Pytlick

Fase a gironi - Gruppo B
| Arbitro: | Nikolić, Stojković |

|           |           |              |
| R. Skov 6 | Marcatori | 5 I. Gulldén |

| Arbitro: | Duţă, Florescu |

|            |           |             |
| Jo H.-B. 5 | Marcatori | 7 P. Larsen |

| Arbitro: | Geipel, Helbig |

|             |           |                 |
| M. Mangué 7 | Marcatori | 7 A.G. Nørgaard |

| Arbitro: | Horáček, Novotný |

|                 |           |           |
| A.G. Nørgaard 9 | Marcatori | 6 H. Løke |

| Arbitro: | Duţă, Florescu |

|                  |           |               |
| A.G. Nørgaard 10 | Marcatori | 6 N.K. Njitam |

- Danimarca eliminata alla fase a gironi. Posizione nella classifica finale: 9º posto.

## Pugilato
Maschile
| Atleta        | Evento              | Sedicesimi                | Ottavi di finale     | Quarti di finale     | Semifinali           | Finale               | Pos. |
| Atleta        | Evento              | Avversario Risultato      | Avversario Risultato | Avversario Risultato | Avversario Risultato | Avversario Risultato | Pos. |
| ------------- | ------------------- | ------------------------- | -------------------- | -------------------- | -------------------- | -------------------- | ---- |
| Dennis Ceylan | Pesi gallo (-56 kg) | J.J. Nevin (IRL) P (6-21) | non qualificato      | non qualificato      | non qualificato      | non qualificato      | 17º  |

## Tennis
Femminile
| Atleta             | Evento  | 32-esimi                                  | 16-esimi                                 | Ottavi                               | Quarti                             | Semifinali           | Finale               | Pos.            |
| Atleta             | Evento  | Avversario Risultato                      | Avversario Risultato                     | Avversario Risultato                 | Avversario Risultato               | Avversario Risultato | Avversario Risultato | Pos.            |
| ------------------ | ------- | ----------------------------------------- | ---------------------------------------- | ------------------------------------ | ---------------------------------- | -------------------- | -------------------- | --------------- |
| Caroline Wozniacki | Singolo | A. Keothavong (GBR) V 2-1 (4-6, 6-3, 6-2) | Y. Wickmayer (BEL) V 2-1 (6-4, 3-6, 6-3) | D. Hantuchová (SVK) V 2-0 (6-4, 6-2) | S. Williams (USA) P 0-2 (0-6, 3-6) | non qualificata      | non qualificata      | non qualificata |

## Tennis tavolo
Maschile
| Atleta        | Evento  | Preliminari          | Round 1                                               | Round 2              | Round 3                                                | Round 4                                          | Quarti di finale                                                     | Semifinale           | Finale               | Posizione       |
| Atleta        | Evento  | Avversario Risultato | Avversario Risultato                                  | Avversario Risultato | Avversario Risultato                                   | Avversario Risultato                             | Avversario Risultato                                                 | Avversario Risultato | Avversario Risultato | Posizione       |
| ------------- | ------- | -------------------- | ----------------------------------------------------- | -------------------- | ------------------------------------------------------ | ------------------------------------------------ | -------------------------------------------------------------------- | -------------------- | -------------------- | --------------- |
| Allan Bentsen | Singolo | Bye                  | D. Zwickl (HUN) P 1-4 (9-11, 7-11, 10-12, 11-4, 8-11) | non qualificato      | non qualificato                                        | non qualificato                                  | non qualificato                                                      | non qualificato      | non qualificato      | non qualificato |
| Michael Maze  | Singolo | Bye                  | Bye                                                   | Bye                  | K. Kreanga (GRE) V 4-1 (12-10, 11-6, 11-8, 8-11, 11-3) | J. Mizutani (JPN) V 4-0 (11-7, 11-6, 11-4, 11-6) | D. Ovtcharov (GER) P 3-4 (8-11, 10-12, 11-1, 11-9, 11-9, 6-11, 9-11) | non qualificato      | non qualificato      | non qualificato |

Femminile
| Atleta   | Evento  | Preliminari          | Round 1                                             | Round 2                                                            | Round 3              | Round 4              | Quarti di finale     | Semifinale           | Finale               | Posizione       |
| Atleta   | Evento  | Avversario Risultato | Avversario Risultato                                | Avversario Risultato                                               | Avversario Risultato | Avversario Risultato | Avversario Risultato | Avversario Risultato | Avversario Risultato | Posizione       |
| -------- | ------- | -------------------- | --------------------------------------------------- | ------------------------------------------------------------------ | -------------------- | -------------------- | -------------------- | -------------------- | -------------------- | --------------- |
| Mie Skov | Singolo | Bye                  | N. El-Dawlatly (EGY) V 4-0 (11-9, 11-6, 11-7, 11-9) | N. Partyka (POL) P 3-4 (11-5, 3-11, 10-12, 11-8, 11-9, 7-11, 9-11) | non qualificata      | non qualificata      | non qualificata      | non qualificata      | non qualificata      | non qualificata |

## Tiro a segno/volo
Maschile
| Atleta         | Evento                | Qualificazione | Qualificazione | Finale          | Finale          |
| Atleta         | Evento                | Punteggio      | Classifica     | Punteggio       | Classifica      |
| -------------- | --------------------- | -------------- | -------------- | --------------- | --------------- |
| Anders Golding | Skeet                 | 122            | 2º Q           | 146             |                 |
| Torben Grimmel | Carabina 50 m a terra | 592            | 24°            | non qualificato | non qualificato |
| Jesper Hansen  | Skeet                 | 113            | 26º            | non qualificato | non qualificato |

Femminile
| Atleta         | Evento                       | Qualificazione | Qualificazione | Finale          | Finale          |
| Atleta         | Evento                       | Punteggio      | Classifica     | Punteggio       | Classifica      |
| -------------- | ---------------------------- | -------------- | -------------- | --------------- | --------------- |
| Stine Andersen | Carabina 10 m aria compressa | 393            | 30ª            | non qualificata | non qualificata |
| Stine Nielsen  | Carabina 50 m 3 posizioni    | 582            | 11ª            | non qualificata | non qualificata |
| Stine Nielsen  | Carabina 10 m aria compressa | 397            | 9ª             | non qualificata | non qualificata |

## Tiro con l'arco
Femminile
| Atleta                                        | Evento      | Round di qualificazione | Round di qualificazione | 32-esimi                       | 16-esimi                  | Ottavi                     | Quarti                            | Semifinali                | Finale                    | Pos.            |
| Atleta                                        | Evento      | Punteggio               | Seed                    | Avversario Seed Punteggio      | Avversario Seed Punteggio | Avversario Seed Punteggio  | Avversario Seed Punteggio         | Avversario Seed Punteggio | Avversario Seed Punteggio | Pos.            |
| --------------------------------------------- | ----------- | ----------------------- | ----------------------- | ------------------------------ | ------------------------- | -------------------------- | --------------------------------- | ------------------------- | ------------------------- | --------------- |
| Carina Christiansen                           | Individuale | 663                     | 7ª                      | E. Barnard (AUS) (58) V 7-3    | Le C.-Y. (TPE) (39) V 6-4 | M. Avitia (MEX) (10) P 2-6 | non qualificata                   | non qualificata           | non qualificata           | non qualificata |
| Maja Jager                                    | Individuale | 642                     | 35ª                     | E. Richter (GER) (30) P 5-6    | non qualificata           | non qualificata            | non qualificata                   | non qualificata           | non qualificata           | non qualificata |
| Louise Laursen                                | Individuale | 641                     | 36ª                     | M.-P. Beaudet (CAN) (29) V 7-3 | K. Lorig (USA) (4) P 4-6  | non qualificata            | non qualificata                   | non qualificata           | non qualificata           | non qualificata |
| Carina Christiansen Maja Jager Louise Laursen | Squadre     | 1946                    | 8ª                      | N.D.                           | N.D.                      | India (IND) (9) V 211-210  | Corea del Sud (KOR) (1) P 195-206 | non qualificate           | non qualificate           | non qualificate |

## Triathlon
Femminile
| Atleta            | Evento    | Nuoto  | Trans. 1 | Ciclismo  | Trans. 2 | Corsa  | Totale    | Classifica |
| ----------------- | --------- | ------ | -------- | --------- | -------- | ------ | --------- | ---------- |
| Helle Frederiksen | Femminile | 19'31" | 0'45"    | 1h 07'11" | 0'33"    | 35'10" | 2h 03'10" | 27ª        |
| Line Jensen       | Femminile | 18'21" | 0'43"    | 1h 06'34" | 0'32"    | 36'37" | 2h 02'47" | 23ª        |

## Vela
Maschile
| Atleta                       | Evento | Regata | Regata | Regata | Regata | Regata | Regata | Regata | Regata | Regata | Regata | Regata | Punteggio Totale | Punteggio Netto | Classifica |
| Atleta                       | Evento | 1      | 2      | 3      | 4      | 5      | 6      | 7      | 8      | 9      | 10     | M      | Punteggio Totale | Punteggio Netto | Classifica |
| ---------------------------- | ------ | ------ | ------ | ------ | ------ | ------ | ------ | ------ | ------ | ------ | ------ | ------ | ---------------- | --------------- | ---------- |
| Sebastian Fleischer          | RS:X   | 18     | 28     | 24     | 23     | 29     | 29     | 29     | 15     | 28     | 26     | EL     | 249              | 220             | 29º        |
| Thorbjørn Schierup           | Laser  | 36     | 16     | 24     | 8      | 23     | 16     | 5      | 23     | 24     | 18     | EL     | 193              | 157             | 19º        |
| Jonas Høgh-Christensen       | Finn   | 1      | 1      | 2      | 7      | 1      | 2      | 8      | 4      | 5      | 3      | 20     | 54               | 46              |            |
| Michael Hestbæk Claus Olesen | Star   | 12     | 11     | 13     | 14     | 13     | 7      | 6      | 3      | 14     | 10     | EL     | 103              | 89              | 11º        |

Femminile
| Atleta                     | Evento       | Regata | Regata | Regata | Regata | Regata | Regata | Regata | Regata | Regata | Regata | Regata | Punteggio Totale | Punteggio Netto | Classifica |
| Atleta                     | Evento       | 1      | 2      | 3      | 4      | 5      | 6      | 7      | 8      | 9      | 10     | M      | Punteggio Totale | Punteggio Netto | Classifica |
| -------------------------- | ------------ | ------ | ------ | ------ | ------ | ------ | ------ | ------ | ------ | ------ | ------ | ------ | ---------------- | --------------- | ---------- |
| Anne-Marie Rindom          | Laser Radial | 17     | 19     | 8      | 22     | 12     | 7      | 27     | 23     | 11     | 11     | EL     | 157              | 130             | 13ª        |
| Henriette Koch Lene Sommer | 470          | 5      | 12     | 16     | 10     | 14     | 16     | 15     | 10     | 9      | 15     | EL     | 122              | 106             | 16ª        |

Match racing
| Atleta                                      | Evento     | Round robin | Round robin | Round robin | Round robin | Round robin | Round robin | Round robin | Round robin | Round robin | Round robin | Round robin | Classifica | Eliminazioni    | Eliminazioni    | Eliminazioni    | Classifica      |
| Atleta                                      | Evento     | GBR         | USA         | RUS         | NZL         | NED         | SWE         | FRA         | FIN         | POR         | AUS         | ESP         | Classifica | Quarti          | Semif.          | Finale          | Classifica      |
| ------------------------------------------- | ---------- | ----------- | ----------- | ----------- | ----------- | ----------- | ----------- | ----------- | ----------- | ----------- | ----------- | ----------- | ---------- | --------------- | --------------- | --------------- | --------------- |
| Susanne Boidin Tina Gramkov Lotte Meldgaard | Elliott 6m | P 0-1       | P 0-1       | P 0-1       | P 0-1       | V 1-0       | V 1-0       | P 0-1 DNF   | P 0-1       | V 1-0       | P 0-1       | P 0-1       | 10ª        | non qualificate | non qualificate | non qualificate | non qualificate |

Open
| Atleta                      | Evento | Regata | Regata | Regata | Regata | Regata | Regata | Regata | Regata | Regata | Regata | Regata | Regata | Regata | Regata | Regata | Regata | Punteggio Totale | Punteggio Netto | Classifica |
| Atleta                      | Evento | 1      | 2      | 3      | 4      | 5      | 6      | 7      | 8      | 9      | 10     | 11     | 12     | 13     | 14     | 15     | M      | Punteggio Totale | Punteggio Netto | Classifica |
| --------------------------- | ------ | ------ | ------ | ------ | ------ | ------ | ------ | ------ | ------ | ------ | ------ | ------ | ------ | ------ | ------ | ------ | ------ | ---------------- | --------------- | ---------- |
| Peter Lang Allan Nørregaard | 49er   | 2      | 4      | 14     | 6      | 16     | 15     | 5      | 7      | 13     | 6      | 16     | 4      | 4      | 3      | 9      | 6      | 130              | 114             |            |